# Loxostege venustalis
Loxostege venustalis là một loài bướm đêm trong họ Crambidae.